# Passavant-en-Argonne
Passavant-en-Argonne is een gemeente in het Franse departement Marne (regio Grand Est) en telt 211 inwoners (2016). De plaats maakt deel uit van het arrondissement Châlons-en-Champagne.

## Geografie
De oppervlakte van Passavant-en-Argonne bedraagt 7,2 km², de bevolkingsdichtheid is 29 inwoners per km².
De onderstaande kaart toont de ligging van Passavant-en-Argonne met de belangrijkste infrastructuur en aangrenzende gemeenten.

## Demografie
Onderstaande figuur toont het verloop van het inwonertal (bron: INSEE-tellingen).

## Bezienswaardigheden
- meerdere vakwerkhuizen
- monument voor de doden ter ere van de 49 krijgsgevangen Franse soldaten die in 1870 tijdens de Frans-Pruisische Oorlog werden vermoord. Het monument, dat even buiten het dorp staat, werd door de Duitsers verminkt in 1914.